# ماکیلا اسمیت
ماکیلا اسمیت (انگلیسی: Makyla Smith؛ زادهٔ ۱ ژانویهٔ ۱۹۸۲) بازیگر اهل کانادا است.
از فیلم‌ها یا مجموعه‌های تلویزیونی که وی در آن‌ها نقش داشته‌است، می‌توان به به عجیبی مردم اشاره نمود.